# Continental Cup of Curling 2012
Turniej Contninental Cup of Curling 2012 odbył się między 12 a 15 stycznia 2012 w Langley, Kolumbia Brytyjska, w Langley Events Centre. 
W barwach Ameryki Północnej wystąpiły zespoły aktualnych mistrzyń Kanady (Amber Holland), mistrzów Kanady (Jeff Stoughton), triumfatorów Canada Cup 2010 (Stefanie Lawton, Glenn Howard) oraz mistrzowie Stanów Zjednoczonych (Pati Lank, Pete Fenson). 
Jako drużyna Świata wystąpiły aktualne mistrzynie świata 2011 (Anette Norberg), mistrzynie świata juniorów i Europy (Eve Muirhead), była mistrzyni świata (Wang Bingyu), męskie zespoły Toma Brewstera, Niklasa Edina (odpowiednio srebrne i brązowe medale MŚ 2011) oraz Thomasa Ulsruda, srebrnego medalisty olimpijskiego z Vancouver.
Wynikiem 235-165 wygrał zespół Świata. Przed ostatnim meczem do wygranej brakowało im tylko jednego punktu.
Zwycięska drużyna zainkasowała 52 000 dolarów kanadyjskich, przegranym przysługiwała połowa tej puli. Dodatkowo 13 000 dolarów dostał lepszy zespół w finałowej męskiej rywalizacji skins.

## Drużyny
| Drużyna          | Czwarty/-a                                | Trzeci/-a        | Drugi/-a         | Otwierający/-a         | Miasto    |
| ---------------- | ----------------------------------------- | ---------------- | ---------------- | ---------------------- | --------- |
| Ameryka Północna | Stefanie Lawton                           | Sherry Anderson  | Sherri Singler   | Marliese Kasner        | Saskatoon |
| Ameryka Północna | Amber Holland                             | Kim Schneider    | Tammy Schneider  | Heather Kalenchuk      | Kronau    |
| Ameryka Północna | Patti Lank                                | Nina Spatola     | Caitlin Maroldo  | Mackenzie Lank         | Lewiston  |
| Ameryka Północna | Glenn Howard                              | Wayne Middaugh   | Brent Laing      | Craig Savill           | Coldwater |
| Ameryka Północna | Jeff Stoughton                            | Jon Mead         | Reid Carruthers  | Steve Gould Ben Hebert | Winnipeg  |
| Ameryka Północna | Pete Fenson                               | Shawn Rojeski    | Joe Polo         | Ryan Brunt             | Bemidji   |
| Ameryka Północna | Trener: Julie Skinner, Kapitan: Rick Lang |                  |                  |                        |           |
| Świat            | Anette Norberg                            | Cecilia Östlund  | Sara Carlsson    | Liselotta Lennartsson  | Karlstad  |
| Świat            | Wang Bingyu                               | Liu Jinli        | Yue Qingshuang   | Zhou Yan               | Harbin    |
| Świat            | Eve Muirhead                              | Anna Sloan       | Vicki Adams      | Claire Hamilton        | Lockerbie |
| Świat            | Niklas Edin                               | Sebastian Kraupp | Fredrik Lindberg | Viktor Kjäll           | Karlstad  |
| Świat            | Tom Brewster                              | Greg Drummond    | Scott Andrews    | Michael Goodfellow     | Aberdeen  |
| Świat            | Thomas Ulsrud                             | Torger Nergård   | Christoffer Svae | Håvard Vad Petersson   | Oslo      |
| Świat            | Trener: David Hay, Kapitan: Peja Lindholm |                  |                  |                        |           |

## Klasyfikacja
|                   | Świat | Ameryka Północna |
| ----------------- | ----- | ---------------- |
| Kobiety 1         | 9     | 9                |
| Pary mieszane 1   | 12    | 6                |
| Mężczyźni 1       | 9     | 9                |
| Kobiety 2         | 9     | 9                |
| Pary mieszane 2   | 18    | 0                |
| Mężczyźni 2       | 9     | 9                |
| Skins A           | 34    | 26               |
| Singles           | 24    | 8                |
| Skins B           | 46    | 44               |
| Skins C kobiety   | 30    | 25               |
| Skins C mężczyźni | 35    | 20               |
| Łącznie           | 235   | 165              |

## 12 stycznia

### Kobiety
| Tor | Drużyna | Drużyna                 | 1 | 2 | 3 | 4 | 5 | 6 | 7 | 8 | Ogółem | Punkty |
| --- | ------- | ----------------------- | - | - | - | - | - | - | - | - | ------ | ------ |
| 1   |         | Świat (Wang)            | 0 | 1 | 0 | 0 | 2 | 3 | 0 | 0 | 6      | 6      |
| 1   |         | Ameryka Północna (Lank) | 0 | 0 | 0 | 2 | 0 | 0 | 2 | 1 | 5      | 0      |

| Tor | Drużyna | Drużyna                   | 1 | 2 | 3 | 4 | 5 | 6 | 7 | 8 | Ogółem | Punkty |
| --- | ------- | ------------------------- | - | - | - | - | - | - | - | - | ------ | ------ |
| 2   |         | Świat (Norberg)           | 0 | 1 | 0 | 0 | 1 | 0 | 0 | 1 | 3      | 0      |
| 2   |         | Ameryka Północna (Lawton) | 1 | 0 | 1 | 4 | 0 | 4 | 1 | 0 | 11     | 6      |

| Tor | Drużyna | Drużyna                    | 1 | 2 | 3 | 4 | 5 | 6 | 7 | 8 | Ogółem | Punkty |
| --- | ------- | -------------------------- | - | - | - | - | - | - | - | - | ------ | ------ |
| 3   |         | Świat (Muirhead)           | 0 | 1 | 0 | 1 | 0 | 1 | 0 | 2 | 5      | 3      |
| 3   |         | Ameryka Północna (Holland) | 1 | 0 | 1 | 0 | 1 | 0 | 2 | 0 | 5      | 3      |

### Pary mieszane
| Tor | Drużyna | Drużyna                             | 1 | 2 | 3 | 4 | 5 | 6 | 7 | 8 | Ogółem | Punkty |
| --- | ------- | ----------------------------------- | - | - | - | - | - | - | - | - | ------ | ------ |
| 1   |         | Świat (Brewster/Yue)                | 0 | 1 | 0 | 2 | 0 | 2 | 0 | 2 | 7      | 3      |
| 1   |         | Ameryka Północna (Middaugh/Spatola) | 2 | 0 | 4 | 0 | 1 | 0 | 0 | 0 | 7      | 3      |

| Tor | Drużyna | Drużyna                                 | 1 | 2 | 3 | 4 | 5 | 6 | 7 | 8 | Ogółem | Punkty |
| --- | ------- | --------------------------------------- | - | - | - | - | - | - | - | - | ------ | ------ |
| 2   |         | Świat (Kraupp/Norberg)                  | 0 | 5 | 0 | 0 | 0 | 2 | 1 | x | 8      | 6      |
| 2   |         | Ameryka Północna (Carruthers/Schneider) | 1 | 0 | 1 | 1 | 1 | 0 | 0 | x | 4      | 0      |

| Tor | Drużyna | Drużyna                           | 1 | 2 | 3 | 4 | 5 | 6 | 7 | 8 | Ogółem | Punkty |
| --- | ------- | --------------------------------- | - | - | - | - | - | - | - | - | ------ | ------ |
| 3   |         | Świat (Ulsrud/Östlund)            | 1 | 0 | 4 | 1 | 0 | 1 | 0 | 2 | 9      | 3      |
| 3   |         | Ameryka Północna (Rojeski/Kasner) | 0 | 4 | 0 | 0 | 3 | 0 | 2 | 0 | 9      | 3      |

### Mężczyźni
| Tor | Drużyna | Drużyna                   | 1 | 2 | 3 | 4 | 5 | 6 | 7 | 8 | Ogółem | Punkty |
| --- | ------- | ------------------------- | - | - | - | - | - | - | - | - | ------ | ------ |
| 1   |         | Świat (Brewster)          | 2 | 1 | 0 | 0 | 2 | 2 | 0 | x | 7      | 6      |
| 1   |         | Ameryka Północna (Fenson) | 0 | 0 | 1 | 0 | 0 | 0 | 0 | x | 1      | 0      |

| Tor | Drużyna | Drużyna                      | 1 | 2 | 3 | 4 | 5 | 6 | 7 | 8 | Ogółem | Punkty |
| --- | ------- | ---------------------------- | - | - | - | - | - | - | - | - | ------ | ------ |
| 2   |         | Świat (Edin)                 | 0 | 0 | 1 | 0 | 2 | 0 | 0 | x | 3      | 0      |
| 2   |         | Ameryka Północna (Stoughton) | 0 | 1 | 0 | 4 | 0 | 2 | 1 | x | 8      | 6      |

| Tor | Drużyna | Drużyna                   | 1 | 2 | 3 | 4 | 5 | 6 | 7 | 8 | Ogółem | Punkty |
| --- | ------- | ------------------------- | - | - | - | - | - | - | - | - | ------ | ------ |
| 3   |         | Świat (Ulsrud)            | 2 | 0 | 0 | 1 | 0 | 0 | 1 | 0 | 4      | 3      |
| 3   |         | Ameryka Północna (Howard) | 0 | 0 | 0 | 0 | 1 | 1 | 0 | 2 | 4      | 3      |

## 13 stycznia

### Kobiety
| Tor | Drużyna | Drużyna                 | 1 | 2 | 3 | 4 | 5 | 6 | 7 | 8 | Ogółem | Punkty |
| --- | ------- | ----------------------- | - | - | - | - | - | - | - | - | ------ | ------ |
| 1   |         | Świat (Norberg)         | 0 | 0 | 2 | 0 | 0 | 3 | 0 | x | 5      | 0      |
| 1   |         | Ameryka Północna (Lank) | 1 | 0 | 0 | 1 | 3 | 0 | 3 | x | 8      | 6      |

| Tor | Drużyna | Drużyna                    | 1 | 2 | 3 | 4 | 5 | 6 | 7 | 8 | Ogółem | Punkty |
| --- | ------- | -------------------------- | - | - | - | - | - | - | - | - | ------ | ------ |
| 2   |         | Świat (Wang)               | 2 | 0 | 0 | 0 | 1 | 1 | 0 | 2 | 6      | 6      |
| 2   |         | Ameryka Północna (Holland) | 0 | 1 | 1 | 1 | 0 | 0 | 1 | 0 | 4      | 0      |

| Tor | Drużyna | Drużyna                   | 1 | 2 | 3 | 4 | 5 | 6 | 7 | 8 | Ogółem | Punkty |
| --- | ------- | ------------------------- | - | - | - | - | - | - | - | - | ------ | ------ |
| 3   |         | Świat (Muirhead)          | 0 | 1 | 0 | 1 | 0 | 1 | 0 | 0 | 3      | 3      |
| 3   |         | Ameryka Północna (Lawton) | 0 | 0 | 1 | 0 | 1 | 0 | 0 | 1 | 3      | 3      |

### Pary mieszane
| Tor | Drużyna | Drużyna                        | 1 | 2 | 3 | 4 | 5 | 6 | 7 | 8 | Ogółem | Punkty |
| --- | ------- | ------------------------------ | - | - | - | - | - | - | - | - | ------ | ------ |
| 1   |         | Świat (Nergård/Wang)           | 0 | 2 | 1 | 0 | 2 | 0 | 0 | x | 5      | 6      |
| 1   |         | Ameryka Północna (Savill/Lank) | 1 | 0 | 0 | 1 | 0 | 1 | 1 | x | 4      | 0      |

| Tor | Drużyna | Drużyna                          | 1 | 2 | 3 | 4 | 5 | 6 | 7 | 8 | Ogółem | Punkty |
| --- | ------- | -------------------------------- | - | - | - | - | - | - | - | - | ------ | ------ |
| 2   |         | Świat (Lindberg/Muirhead)        | 2 | 2 | 2 | 1 | 0 | 1 | 0 | 0 | 8      | 6      |
| 2   |         | Ameryka Północna (Hebert/Lawton) | 0 | 0 | 0 | 0 | 3 | 0 | 2 | 2 | 7      | 0      |

| Tor | Drużyna | Drużyna                         | 1 | 2 | 3 | 4 | 5 | 6 | 7 | 8 | Ogółem | Punkty |
| --- | ------- | ------------------------------- | - | - | - | - | - | - | - | - | ------ | ------ |
| 3   |         | Świat (Drummond/Sloan)          | 1 | 0 | 3 | 1 | 0 | 2 | 0 | x | 7      | 6      |
| 3   |         | Ameryka Północna (Polo/Holland) | 0 | 1 | 0 | 0 | 3 | 0 | 1 | x | 5      | 0      |

### Mężczyźni
| Tor | Drużyna | Drużyna                   | 1 | 2 | 3 | 4 | 5 | 6 | 7 | 8 | Ogółem | Punkty |
| --- | ------- | ------------------------- | - | - | - | - | - | - | - | - | ------ | ------ |
| 1   |         | Świat (Edin)              | 0 | 0 | 3 | 0 | 1 | 0 | 0 | x | 4      | 0      |
| 1   |         | Ameryka Północna (Howard) | 0 | 0 | 0 | 1 | 0 | 4 | 1 | x | 6      | 6      |

| Tor | Drużyna | Drużyna                   | 1 | 2 | 3 | 4 | 5 | 6 | 7 | 8 | Ogółem | Punkty |
| --- | ------- | ------------------------- | - | - | - | - | - | - | - | - | ------ | ------ |
| 2   |         | Świat (Ulsrud)            | 0 | 0 | 1 | 0 | 0 | 1 | 0 | 2 | 4      | 3      |
| 2   |         | Ameryka Północna (Fenson) | 2 | 0 | 0 | 0 | 1 | 0 | 1 | 0 | 4      | 3      |

| Tor | Drużyna | Drużyna                      | 1 | 2 | 3 | 4 | 5 | 6 | 7 | 8 | Ogółem | Punkty |
| --- | ------- | ---------------------------- | - | - | - | - | - | - | - | - | ------ | ------ |
| 3   |         | Świat (Brewster)             | 1 | 2 | 0 | 2 | 0 | 1 | 0 | 1 | 7      | 6      |
| 3   |         | Ameryka Północna (Stoughton) | 0 | 0 | 3 | 0 | 1 | 0 | 2 | 0 | 6      | 0      |

## 14 stycznia

### Skins A
| Tor | Drużyna | Drużyna                 | 1 | 2 | 3 | 4 | 5 | 6 | 7 | 8 | Punkty |
| --- | ------- | ----------------------- | - | - | - | - | - | - | - | - | ------ |
| 1   |         | Świat (Norberg)         | X | X |   | X |   | 0 | X | X | 16     |
| 1   |         | Ameryka Północna (Lank) |   |   | X |   | X |   |   |   | 4      |

| Tor | Drużyna | Drużyna                                          | 1 | 2 | 3 | 4 | 5 | 6 | 7 | 8 | Punkty |
| --- | ------- | ------------------------------------------------ | - | - | - | - | - | - | - | - | ------ |
| 2   |         | Świat (Edin/Murdoch/Svae/Yue)                    |   | 0 |   | 0 |   | X |   |   | 2      |
| 2   |         | Ameryka Północna (Howard/Anderson/Laing/Singler) | X |   | X |   | X |   | 0 | X | 18     |

| Tor | Drużyna | Drużyna                   | 1 | 2 | 3 | 4 | 5 | 6 | 7 | 8 | DtB | Punkty |
| --- | ------- | ------------------------- | - | - | - | - | - | - | - | - | --- | ------ |
| 3   |         | Świat (Brewster)          |   | X | X |   |   | X | X |   | X   | 16     |
| 3   |         | Ameryka Północna (Fenson) | 0 |   |   | X | X |   |   | 0 |     | 4      |

### Seria 1
| Tor | Drużyna | Drużyna                    | Runthrough | Button | Port | Raise | Hit-and-Roll | Double | Ogółem | Punkty |
| 1   |         | Świat (Muirhead)           | 1          | 5      | 5    | 2     | 2            | 0      | 15     | 4      |
| 1   |         | Ameryka Północna (Holland) | 0          | 5      | 3    | 2     | 1            | 0      | 11     | 0      |

| Tor | Drużyna | Drużyna                   | Runthrough | Button | Port | Raise | Hit-and-Roll | Double | Ogółem | Punkty |
| 2   |         | Świat (Wang)              | 4          | 4      | 5    | 4     | 4            | 0      | 21     | 4      |
| 2   |         | Ameryka Północna (Lawton) | 5          | 4      | 5    | 3     | 2            | 1      | 20     | 0      |

| Tor | Drużyna | Drużyna                 | Runthrough | Button | Port | Raise | Hit-and-Roll | Double | Ogółem | Punkty |
| 3   |         | Świat (Norberg)         | 0          | 5      | 4    | 3     | 2            | 5      | 19     | 4      |
| 3   |         | Ameryka Północna (Lank) | 3          | 3      | 5    | 0     | 0            | 0      | 11     | 0      |

### Seria 2
| Tor | Drużyna | Drużyna                   | Runthrough | Button | Port | Raise | Hit-and-Roll | Double | Ogółem | Punkty |
| 1   |         | Świat (Edin)              | 0          | 5      | 2    | 3     | 1            | 3      | 14     | 0      |
| 1   |         | Ameryka Północna (Fenson) | 0          | 5      | 3    | 5     | 2            | 0      | 15     | 4      |

| Tor | Drużyna | Drużyna                      | Runthrough | Button | Port | Raise | Hit-and-Roll | Double | Ogółem | Punkty |
| 2   |         | Świat (Brewster)             | 0          | 5      | 5    | 2     | 4            | 0      | 16     | 0      |
| 2   |         | Ameryka Północna (Stoughton) | 2          | 4      | 5    | 4     | 5            | 5      | 25     | 4      |

| Tor | Drużyna | Drużyna                   | Runthrough | Button | Port | Raise | Hit-and-Roll | Double | Ogółem | Punkty |
| 3   |         | Świat (Ulsrud)            | 0          | 5      | 5    | 4     | 3            | 0      | 17     | 4      |
| 3   |         | Ameryka Północna (Howard) | 3          | 3      | 2    | 1     | 1            | 5      | 15     | 0      |

### Skins B
| Tor | Drużyna | Drużyna                    | 1 | 2 | 3 | 4 | 5 | 6 | 7 | 8 | Punkty |
| --- | ------- | -------------------------- | - | - | - | - | - | - | - | - | ------ |
| 1   |         | Świat (Muirhead)           |   | X |   | X |   | 0 |   | X | 24     |
| 1   |         | Ameryka Północna (Holland) | X |   | X |   | 0 |   | 0 |   | 4      |

| Tor | Drużyna | Drużyna                                           | 1 | 2 | 3 | 4 | 5 | 6 | 7 | 8 | Punkty |
| --- | ------- | ------------------------------------------------- | - | - | - | - | - | - | - | - | ------ |
| 2   |         | Świat (Ulsrud/Wang/Drummond/Carlsson)             | 0 |   | 0 |   | 0 |   | 0 | X | 15     |
| 2   |         | Ameryka Północna (Stoughton/P. Lank/Mead/M. Lank) |   | 0 |   | 0 |   | X |   |   | 15     |

| Tor | Drużyna | Drużyna                   | 1 | 2 | 3 | 4 | 5 | 6 | 7 | 8 | Punkty |
| --- | ------- | ------------------------- | - | - | - | - | - | - | - | - | ------ |
| 3   |         | Świat (Edin)              | X |   | X |   |   |   | C |   | 5      |
| 3   |         | Ameryka Północna (Howard) |   | C |   | C | X | X |   | X | 25     |

## 15 stycznia

### Skins C Kobiety
| Tor | Drużyna | Drużyna                   | 1 | 2 | 3 | 4 | 5 | 6 | 7 | 8 | DtB | Punkty |
| --- | ------- | ------------------------- | - | - | - | - | - | - | - | - | --- | ------ |
| 3   |         | Świat (Wang)              |   | 0 |   | 0 |   | X | X |   | X   | 30     |
| 3   |         | Ameryka Północna (Lawton) | 0 |   | X |   | X |   |   | 0 |     | 25     |

### Skins C Mężczyźni
| Tor | Drużyna | Drużyna                      | 1 | 2 | 3 | 4 | 5 | 6 | 7 | 8 | Punkty |
| --- | ------- | ---------------------------- | - | - | - | - | - | - | - | - | ------ |
| 3   |         | Świat (Ulsrud)               |   |   | X |   |   | X | X | X | 35     |
| 3   |         | Ameryka Północna (Stoughton) | X | X |   | X | X |   |   |   | 20     |